# Saszko Pandew
Saša „Saško” Pandev (ur. 1 maja 1987 w Strumicy) – macedoński piłkarz grający na pozycji napastnika.
Pandev urodził się w mieście Strumica i zaczynał karierę w tamtejszym klubie FK Belasica. W pierwszej lidze Macedonii zadebiutował w wieku niespełna 16 lat w sezonie 2002/2003. Rozegrał 10 meczów, a 18 maja 2003 w wyjazdowym meczu z FK Rabotnički Skopje (1:1) zdobył swoją pierwszą bramkę w lidze – miał wtedy wówczas 16 lat i 17 dni i stał się najmłodszym strzelcem gola w historii ligi macedońskiej. Z Belasicą wywalczył wicemistrzostwo kraju. W sezonie 2003/2004 17-letni Saško grał coraz więcej – 24 mecze i 2 bramki. Jednak jego drużyna nie rozegrała tak dobrego sezonu jak poprzednio i ledwo obroniła się przed spadkiem do drugiej ligi zajmując 10. miejsce w sezonie. W sezonie 2004/2005 klub ze Strumicy skończył sezon na miejscu, a Pandev stał się jednym z najlepszych strzelców zespołu z 7 bramkami na koncie. Latem został wypożyczony dosłownie na 2 mecze Pucharu Intertoto do Sileksu Kratovo, które to Macedończycy przegrali 1:2 i 3:4. Po odpadnięciu Sileksu z pucharu, Pandev wrócił do Belasicy. Sezon był jednak słaby zarówno w wykonaniu Pandeva jak i Belasicy. Zdobyła ona tylko 22 bramki, z czego 3 były autorstwa Saško, a na dodatek zajęła ostatnie miejsce w lidze i została zdegradowana o klasę niżej. Nie przeszkodziło to jednak w tym, by zimą 2005 Pandev zmienił klub na lepszy. Dość niespodziewanie 18-letnim wówczas napastnikiem zainteresowano się w Zagrzebiu i od rundy wiosennej Saško był zawodnikiem tamtejszego Dinama, jednego z najbardziej utytułowanych klubów w Chorwacji. Jednak Pandev w sezonie 2005/2006 nie zadebiutował w drużynie Dinama i grał w zespole juniorów. Debiut w pierwszej lidze Chorwacji nastąpił dopiero w 10. kolejce sezonu 2006/2007, 14 października 2006 w wygranym 4:1 meczu z NK Varteks, gdy w 88. minucie zmienił Lukę Modricia. W zespole Dinama Pandev miał jednak małe szanse, by częściej pojawiać się w składzie, zwłaszcza że do gry w ataku kandydowali tacy piłkarze jak Eduardo da Silva, Davor Vugrinec, Anderson Costa czy Goran Ljubojević. Wypożyczany co rok do innego klubu aż do 2010 roku występował najpierw w lidze chorwackiej (Inter Zaprešić i Međimurje Čakovec), a następnie macedońskiej (FK Rabotniczki Skopje i Horizont Turnowo). Latem 2010 roku przeniósł się do Azerbejdżanu i został zawodnikiem klubu Mughan Salyan.
Saško od 2005 roku grał w młodzieżowej reprezentacji, w kategorii Under-21, a wcześniej zaliczył występy także w innych kategoriach wiekowych.

## Kariera
| Sezon   | Klub           | Kraj               | Rozgrywki                          | Mecze | Bramki |
| ------- | -------------- | ------------------ | ---------------------------------- | ----- | ------ |
| 2002/03 | FK Belasica    | Macedonia Północna | Makedonska Prva Liga               | 10    | 1      |
| 2003/04 | FK Belasica    | Macedonia Północna | Makedonska Prva Liga               | 24    | 2      |
| 2004/05 | FK Belasica    | Macedonia Północna | Makedonska Prva Liga               | 28    | 7      |
| 2005/06 | Sileks Kratowo | Macedonia Północna | Makedonska Prva Liga               | 0     | 0      |
| 2005/06 | FK Belasica    | Macedonia Północna | Makedonska Prva Liga               | 13    | 3      |
| 2005/06 | Dinamo Zagrzeb | Chorwacja          | Prva HNL                           | 0     | 0      |
| 2006/07 | Dinamo Zagrzeb | Chorwacja          | Prva HNL                           |       |        |
|         |                |                    | Łącznie w Makedonskiej Prvej Lidze | 75    | 13     |